# Kano (Mortal Kombat)
Kano is een personage uit de Mortal Kombat spellenreeks. Hij werd geïntroduceerd als een personage in het eerste computerspel Mortal Kombat. Hij wordt getoond als een van de schurken.
Kano was oorspronkelijk een huurling en leider van de internationale criminele clan bekend als de Black Dragon. Kano stijgt boven het niveau van louter wreedheid en agressie door ook sluw en listig te zijn. Het was door zijn vindingrijkheid dat hij Shao Kahn ervan heeft overtuigd om zijn leven te sparen, en het was door meedogenloze ambitie dat hij opsteeg als de generaal van de legers van de Outworld. Zijn acties hebben hem de aartsvijand gemaakt van Sonya Blade en Jax Briggs, van wie de laatste verantwoordelijk is voor de schade aan zijn gezicht, waardoor hij nu een metalen gezichtsplaat moet dragen.